# Karsten Weber

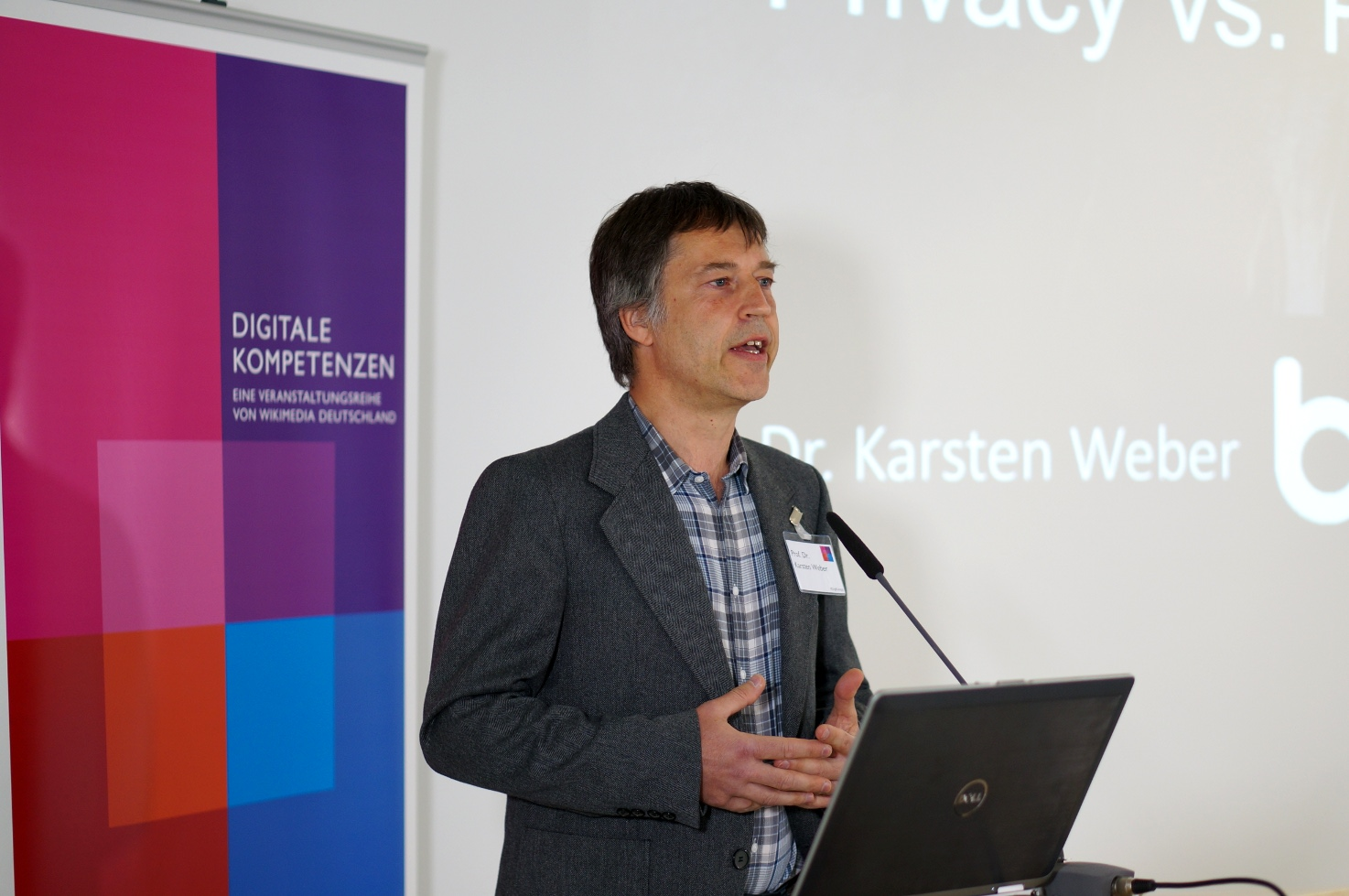

Karsten Weber (* 15. April 1967 in Hanau) ist ein deutscher Philosoph und beschäftigt sich vor allem mit ethischen und sozialen Auswirkungen von Technik (Technikbewertung und Technikfolgenabschätzung).

## Leben
Nach der Promotion 1999 und der Habilitation 2003 lehrt er seit 2007 als Honorarprofessor für Kultur und Technik an der BTU Cottbus-Senftenberg. Seit 2013 ist er Ko-Leiter des Instituts für Sozialforschung und Technikfolgenabschätzung (IST) der OTH Regensburg sowie seit 2018 einer der drei Direktoren des Regensburg Center of Health Sciences and Technology (RCHST).

## Schriften (Auswahl)
- Simulation und Erklärung. Kognitionswissenschaft und KI-Forschung in wissenschaftstheoretischer Perspektive. Münster 1999, ISBN 3-89325-760-8.
- mit Sonja Haug: Kaufen, Tauschen, Teilen. Musik im Internet. Frankfurt am Main 2002, ISBN 3-631-38974-4.
- Das Recht auf Informationszugang. Begründungsmuster der politischen Philosophie für informationelle Grundversorgung und Eingriffsfreiheit. Berlin 2005, ISBN 3-86596-011-1.
- mit Thomas Zoglauer: Verbesserte Menschen. Ethische und technikwissenschaftliche Überlegungen. München 2015, ISBN 978-3-495-48591-0.
- mit Sonja Haug, Matthias Vernim und Edda Currle: Wissen über Reproduktionsmedizin, Wissenstransfer und Einstellungen im Kontext von Migration und Internet – Abschlussbericht zum Projekt „Der Einfluss sozialer Netzwerke auf den Wissenstransfer am Beispiel der Reproduktionsmedizin (NeWiRe)“. Stuttgart 2018, ISBN 978-3-515-12012-8.
- mit Arne Sonar: Künstliche Intelligenz und Gesundheit. Stuttgart 2022, ISBN 978-3-515-12977-0. (Open Access)